# 34730 Rainajain
34730 Rainajain è un asteroide della fascia principale. Scoperto nel 2001, presenta un'orbita caratterizzata da un semiasse maggiore pari a 3,2059860 au e da un'eccentricità di 0,1665427, inclinata di 1,83871° rispetto all'eclittica.